# AEK Athene (vrouwenvolleybalclub)
De vrouwenvolleybalclub AEK Athene (Grieks: Αθλητική Ένωσις Κωνσταντινουπόλεως, Athlitikí Énosis Konstantinoupóleos) is een afdeling van de Griekse multisportclub AEK, ook gekend van haar voetbalclub en haar basketbalclub. De vrouwenvolleybalclub werd opgericht in 1995 en heeft één Grieks kampioenschap (2011–2012), één Griekse beker (2022–2023) en één Griekse Supercup (2011–2012) veroverd.
Op 11 maart 2023 won de club haar eerste Griekse beker door Panathinaikos te verslaan in Arta. Dit betekende de derde nationale titel voor de vrouwenafdeling.

## Geschiedenis
De damesvolleybalclub AEK werd oorspronkelijk opgericht in 1930, maar werd na enkele jaren opgeheven. In 1995 werd de club opnieuw opgericht na een fusie met de Alsoupolis-groep en nam voor het eerst deel aan de lokale competitie in Athene. In de beginjaren waren de volleybalafdelingen van AEK gehuisvest in de overdekte Leontios Hall in Patissia en sinds 1989 in de historische Georgios Moschos Hall. 
De club maakte geleidelijk vooruitgang en bereikte uiteindelijk de A1 Ethniki. Echter, het was niet goed voorbereid op de hoogste professionele competitie en degradeerde. In het seizoen 2003–04 nam de club deel aan de tweede professionele divisie en promoveerde naar de A1 Ethniki na het winnen van de tweede professionele divisie in het seizoen 2005–06.
In het seizoen 2011–2012 won AEK voor het eerst in de geschiedenis de A1 Ethniki door Panathinaikos te verslaan. Ze veroverden ook de Griekse Supercup van het seizoen 2011–2012 tegen Olympiakos. De sponsor van de club is Merdian.

## Beroemde voormalige coaches
- Apostolos Oikonomou
- Manolis Roumeliotis
- Yunus Okal